# Saint-Martin-d'Aubigny
Pour les articles homonymes, voir Saint-Martin.
Ne doit pas être confondu avec Saint-Martin-d'Auxigny.
Saint-Martin-d'Aubigny est une commune française, située dans le département de la Manche en région Normandie, peuplée de 606 habitants.

## Géographie

### Localisation
| Saint-Sébastien-de-Raids       | Saint-Sébastien-de-Raids, Marchésieux | Marchésieux           |
| Périers, Saint-Aubin-du-Perron | Saint-Martin d'Aubigny                | Marchésieux, Feugères |
| Saint-Aubin-du-Perron          | Saint-Aubin-du-Perron, Le Mesnilbus   | Feugères              |

### Hydrographie
La commune est située dans le bassin Seine-Normandie. Elle est drainée par la Taute, le cours d'eau 01 de la commune de Saint-Martin-d'Aubigny, le cours d'eau 02 de la commune de Marchésieux, le cours d'eau 03 du Perron, le fossé 02 de la commune de Saint-Martin-d'Aubigny, le fossé 03 de la commune de Marchésieux, le fossé 03 de la commune de Saint-Martin-d'Aubigny, le fossé 04 de la commune de Saint-Martin-d'Aubigny, le fossé 05 de la commune de Feugères, le fossé 05 de la commune de Saint-Martin-d'Aubigny, le Rosty, la Taute et un autre petit cours d'eau,.
La Taute, d'une longueur de 40 km, prend sa source dans la commune de Cambernon et se jette  dans la Douve à Carentan-les-Marais, après avoir traversé 13 communes. Les caractéristiques hydrologiques de la Taute sont données par la station hydrologique située sur la commune de Saint-Sauveur-Villages. Le débit moyen mensuel est de 0,3 m3/s. Le débit moyen journalier maximum est de 3,32 m3/s, atteint lors de la crue du 26 janvier 1995. Le débit instantané maximal est quant à lui de 6 m3/s, atteint le 26 décembre 1999.

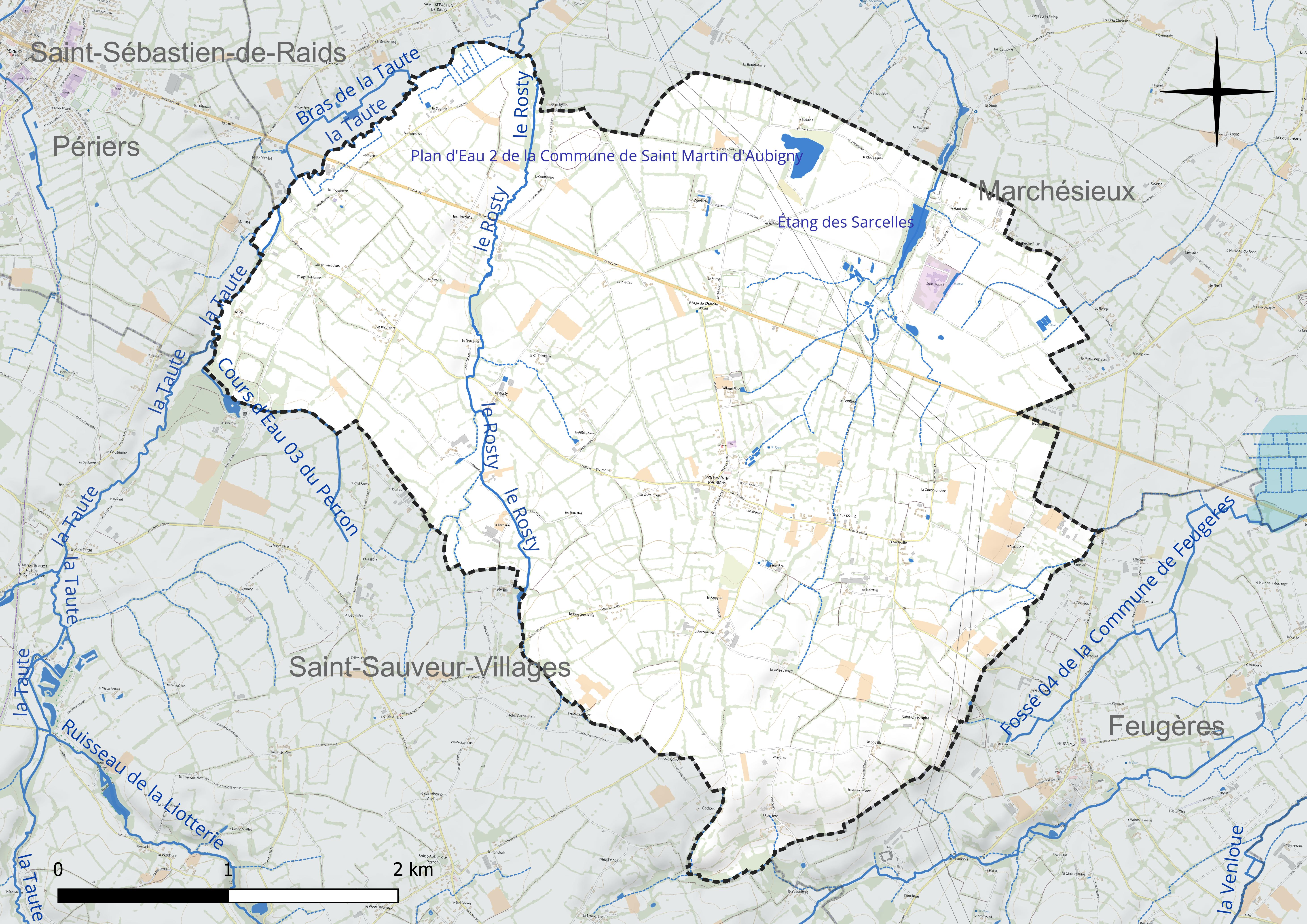
Réseau hydrographique de Saint-Martin-d'Aubigny.

Deux plans d'eau complètent le réseau hydrographique : le plan d'eau 2 de la commune de Saint Martin d'Aubigny (3,5 ha) et l'étang des Sarcelles (2,5 ha),.

### Climat
Pour des articles plus généraux, voir Climat de la Normandie et Climat de la Manche.
En 2010, le climat de la commune est de type climat océanique franc, selon une étude du CNRS s'appuyant sur une série de données couvrant la période 1971-2000. En 2020, Météo-France publie une typologie des climats de la France métropolitaine dans laquelle la commune est exposée à un climat océanique et est dans la région climatique  Normandie (Cotentin, Orne), caractérisée par une pluviométrie relativement élevée (850 mm/a) et un été frais (15,5 °C) et venté. Parallèlement le GIEC normand, un groupe régional d’experts sur le climat, différencie quant à lui, dans une étude de 2020, trois grands types de climats pour la région Normandie, nuancés à une échelle plus fine par les facteurs géographiques locaux. La commune est, selon ce zonage, exposée à un « climat maritime », correspondant au Cotentin et à l'ouest du département de la Manche, frais, humide et pluvieux, où les contrastes pluviométrique et thermique sont parfois très prononcés en quelques kilomètres quand le relief est marqué.
Pour la période 1971-2000, la température annuelle moyenne est de 11,2 °C, avec une amplitude thermique annuelle de 11,1 °C. Le cumul annuel moyen de précipitations est de 784 mm, avec 13,3 jours de précipitations en janvier et 7,6 jours en juillet. Pour la période 1991-2020, la température moyenne annuelle observée sur la station météorologique la plus proche, située sur la commune de Coutances à 15 km à vol d'oiseau, est de 11,7 °C et le cumul annuel moyen de précipitations est de 1 092,8 mm,. Pour l'avenir, les paramètres climatiques de la commune estimés pour 2050 selon différents scénarios d’émission de gaz à effet de serre sont consultables sur un site dédié publié par Météo-France en novembre 2022.

## Urbanisme

### Typologie
Au 1er janvier 2024, Saint-Martin-d'Aubigny est catégorisée commune rurale à habitat dispersé, selon la nouvelle grille communale de densité à sept niveaux définie par l'Insee en 2022.
Elle est située hors unité urbaine.
Par ailleurs la commune fait partie de l'aire d'attraction de Coutances, dont elle est une commune de la couronne,. Cette aire, qui regroupe 37 communes, est catégorisée dans les aires de moins de 50 000 habitants,.

### Occupation des sols
L'occupation des sols de la commune, telle qu'elle ressort de la base de données européenne d’occupation biophysique des sols Corine Land Cover (CLC), est marquée par l'importance des territoires agricoles (98,3 % en 2018), une proportion identique à celle de 1990 (98,3 %).
La répartition détaillée en 2018 est la suivante : zones agricoles hétérogènes (51,8 %), prairies (39,1 %), terres arables (7,4 %), espaces verts artificialisés, non agricoles (1,7 %).

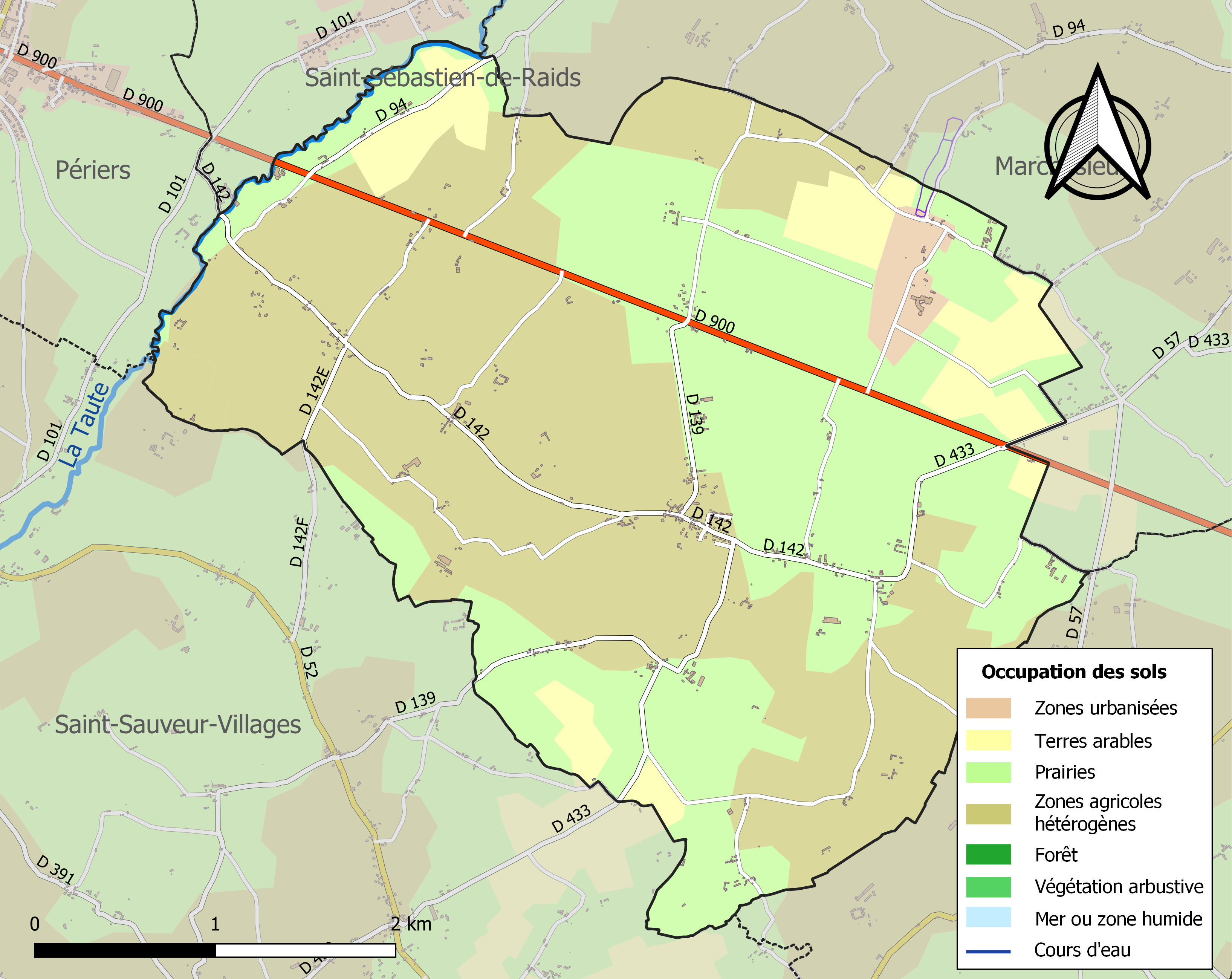
Carte des infrastructures et de l'occupation des sols de la commune en 2018 (CLC).

L'évolution de l’occupation des sols de la commune et de ses infrastructures peut être observée sur les différentes représentations cartographiques du territoire : la carte de Cassini (XVIIIe siècle), la carte d'état-major (1820-1866) et les cartes ou photos aériennes de l'IGN pour la période actuelle (1950 à aujourd'hui).

## Toponymie
Le nom de la localité est attesté sous les formes du latin médiéval ou de l'ancien français Albignio au XIe siècle, Albigneio vers 1175, Aubigni vers 1180, Sancti Martini de Albigneio vers 1280, Saint Martin d'Aubigny en 1793.
La paroisse était dédiée à Martin de Tours, un des principaux saints de la chrétienté, évêque de Tours au IVe siècle.
C'est une formation toponymique gallo-romane en -(i)acum, suffixe gaulois précédé du nom de personne Albinus, d'où le sens global de « domaine d'Albinus (Aubin) ».

## Histoire

### Moyen Âge
En 1046, Guillaume d'Aubigny rejoint les barons du Cotentin en révolte contre le duc de Normandie, Guillaume le Bâtard. Fait prisonnier, il est emprisonné à Rouen, où il meurt. 
Berceau d'une petite baronnie, le village est devenu celui d'une puissante famille anglo-normande après que Robert et Néel d'Aubigny, fils de Guillaume, aient accompagné Guillaume le Conquérant dans sa conquête de l'Angleterre et reçus de lui des fiefs outre-Manche. Néel d'Aubigny qui figure sur la liste de Dives possédait 120 domaines tant en Angleterre qu'en Normandie. La famille d'Aubigny porta le titre héréditaire de bouteiller des rois d'Angleterre. En 1216, Philippe d'Aubigny qui avait pris le parti anglais vit ses domaines normands réunis à la couronne française. Le nom d'Aubigny s'éteignit en Angleterre au XIIIe siècle avec Hugues d'Aubigny mort en 1243, célibataire, inhumé à Wymondham. Ses propriétés seront divisés et le château d'Arundel deviendra la possession des ducs de Norfolk. Cependant, la famille d'Aubigny est, par une affaire de remariage et de changement de nom, directement impliquée dans la fondation de la « seconde » famille de Montbray.
En 1106, un Guillaume d'Aubigny se distingua à la bataille de Tinchebray.
Une foire annuelle qui se tenait à la Saint-Martin fut transférée à Périers.
La famille Pitteboult, anoblie en 1479, aux francs-fiefs, était originaire d'Aubigny, où elle tenait, des mains du duc d'Orléans, la fiefferme de la Pitteboudière (aujourd'hui la Pilboudière). Une partie du demi fief de haubert de la Hézardière centré sur Saint-Aubin-du-Perron s'étendait sur les paroisses d'Aubigny, Marchésieux et Boisroger.

### Temps modernes
En 1510, François de Condran (Françoys Couldran), écuyer, demeurant à Gonfreville, est seigneur du Bois à Saint-Martin-d'Aubigny. En 1581, les de Condran étaient toujours en possession de la seigneurie du Bois, tout en ayant le patronage de Gonfreville au début du XVIe siècle.

### Époque contemporaine
La commune fusionne en 1813 avec Saint-Christophe-d'Aubigny.
Le village est bombardé le 27 juillet 1944.

## Politique et administration

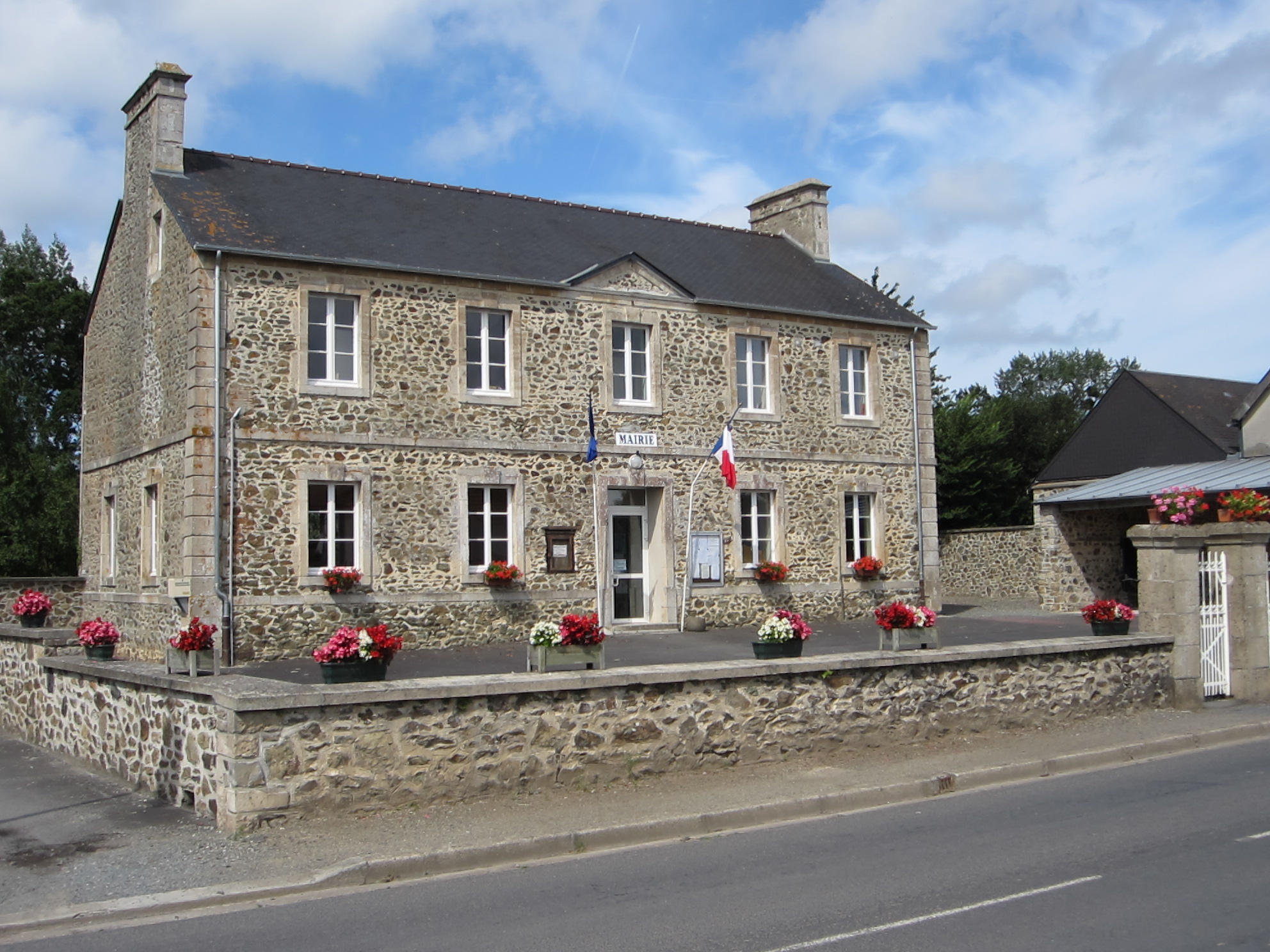
La mairie.

| Période                                  | Période  | Identité                  | Étiquette | Qualité                                  |
| ---------------------------------------- | -------- | ------------------------- | --------- | ---------------------------------------- |
| 1805                                     | 1815     | Nicolas Jean Louis Vallée |           |                                          |
| 1989                                     | mai 2020 | Joëlle Levavasseur        | SE        | Fiscaliste                               |
| mai 2020                                 | En cours | Bruno Hamel               | SE        | Directeur retraité de centre d’animation |
| Les données manquantes sont à compléter. |          |                           |           |                                          |

## Démographie
L'évolution du nombre d'habitants est connue à travers les recensements de la population effectués dans la commune depuis 1793. Pour les communes de moins de 10 000 habitants, une enquête de recensement portant sur toute la population est réalisée tous les cinq ans, les populations de référence des années intermédiaires étant quant à elles estimées par interpolation ou extrapolation. Pour la commune, le premier recensement exhaustif entrant dans le cadre du nouveau dispositif a été réalisé en 2008.
En 2022, la commune comptait 606 habitants, en évolution de +1,85 % par rapport à 2016 (Manche : −0,31 %, France hors Mayotte : +2,11 %).
| 1793 | 1800 | 1806 | 1821  | 1831  | 1836  | 1841  | 1846  | 1851  |
| ---- | ---- | ---- | ----- | ----- | ----- | ----- | ----- | ----- |
| 737  | 746  | 767  | 1 105 | 1 069 | 1 056 | 1 044 | 1 092 | 1 080 |

| 1856  | 1861  | 1866 | 1872 | 1876 | 1881 | 1886 | 1891 | 1896 |
| ----- | ----- | ---- | ---- | ---- | ---- | ---- | ---- | ---- |
| 1 059 | 1 010 | 937  | 850  | 785  | 774  | 731  | 732  | 655  |

| 1901 | 1906 | 1911 | 1921 | 1926 | 1931 | 1936 | 1946 | 1954 |
| ---- | ---- | ---- | ---- | ---- | ---- | ---- | ---- | ---- |
| 607  | 614  | 584  | 522  | 542  | 581  | 541  | 490  | 516  |

| 1962 | 1968 | 1975 | 1982 | 1990 | 1999 | 2006 | 2008 | 2013 |
| ---- | ---- | ---- | ---- | ---- | ---- | ---- | ---- | ---- |
| 558  | 530  | 454  | 417  | 427  | 471  | 522  | 537  | 589  |

| 2018 | 2022 | - | - | - | - | - | - | - |
| ---- | ---- | - | - | - | - | - | - | - |
| 595  | 606  | - | - | - | - | - | - | - |

| 1793 | 1800 | 1806 |
| ---- | ---- | ---- |
| 191  | 163  | 198  |

## Économie
La commune se situe dans la zone géographique des appellations d'origine protégée (AOP) beurre d'Isigny et crème d'Isigny, ainsi que camembert de Normandie.

## Culture locale et patrimoine

### Lieux et monuments
- Ferme-manoir Mary des XVIe – XVIIe siècles, ancien château du XIe siècle de la famille d'Aubigny.
- Manoir de Quelette devenue une écurie de trotteurs.
- Ancien presbytère du XVIIIe siècle.
- Maison de la brique, ancienne briqueterie reconvertie en musée de la brique et de l'argile cuite.
- Chapelle Saint-Christophe des XIIIe – XIXe siècles, objet d'un pèlerinage. Elle abrite une statue de saint Christophe du XVIe et une cloche datée de 1676.
- Église Saint-Martin des XIe, XIIIe, XVIIe – XXe siècles avec des parties romanes. Le chœur a été reconstruit en 1944. L'édifice abrite un tableau Vierge à l'Enfant du XVIIe et une statue de saint Léonard ou saint Louis du XVIIIe classés au titre objet aux monuments historiques, ainsi qu'un bas-relief du XIVe et des fonts baptismaux du XIIe[32].
- Four à pain à la Vallée-Angot.
- Ancien moulin à eau.
- Étang des Sarcelles.
- Tannerie au bord de la Taute créée en 1952.

Pour mémoire
- Commanderie templière signalée par Auguste Lecanu[44].
- Borne télégraphique sur la ligne Chappe.
- Moulin de Rohard, mentionné sur la carte de Cassini. En 1394, Louis d'Orléans le donna à Jehan de La Hézardière[45].

### Personnalités liées à la commune
- Famille d'Aubigny
- Famille de Montbray

### Héraldique
| Blason de Saint-Martin-d'Aubigny | Blason  | De gueules au lion d'or armé et lampassé d'azur. |
| Blason de Saint-Martin-d'Aubigny | Détails | Le statut officiel du blason reste à déterminer. |